# Altopedaliodes
Altopedialiodes es un género de mariposas altoandinas de la subfamilia de las sátiras.

## Especies
Se han descrito diez especies en el Neotrópico, incluida una especie no descrita.
- Altopedaliodes cocytia (C. & R. Felder, 1867); presente en Colombia.
- Altopedaliodes kruegeri Pyrcz, 1999; presente en Ecuador.
- Altopedaliodes llanganati Padrón, Pyrcz y Willmott, 2021; presente en Ecuador.
- Altopedaliodes nebris (Thieme, 1905); presente en Colombia.
- Altopedaliodes pasicles (Hewitson, 1872); presente en Ecuador.
- Altopedaliodes perita (Hewitson, 1868); presente en Ecuador.
- Altopedaliodes pilimbala Pyrcz y Boyer, 2021 ; presente en Colombia.
- Altopedaliodes reissi (Weymer, 1890); presente en Colombia.
  - A. reissi papallacta Padrón, Pyrcz y Willmott, 2021; subespecie presente en Ecuador.
  - A. reissi dominica Pyrcz and Padrón, 2021; subespecie presente en Colombia.
- Altopedaliodes tena (Hewitson, 1869); presente en Colombia y en Ecuador.
- Altopedaliodes zsolti Pyrcz & Viloria, 1999; presente en Ecuador.